# Јово Тошевски
Јово Тошевски (Љубљана, 15. септембар 1947) српски је универзитетски професор, научник и писац.

## Биографија
Рођен је у Љубљани а одрастао у Врању. У свету важи за једног од најистакнутијих научних познавалаца разлика женског и мушког мозга.
Радио је као редовни професор и шеф Катедре за анатомију и судску медицину Медицинског факултета Универзитета у Крагујевцу и шеф Катедре за анатомију Медицинског факултета Војномедицинске академије.
Био је и члан прве карате репрезентације СФРЈ

## Научни рад
Научно усмерење су му сексуалност, емоционалност и меморички системи мозга човека. Из тих области објавио је више стручних радова и тринаест књига. Докторирао је на разликама женског и мушког мозга. Руководи лабораторијом за истраживање сексуалности, емоционалности и меморичких система мозга у оквиру секције за неуронауку'. Био је руководилац пројекта 13М15 „Сексуалне разлике функције лимбичког мозга” који је био финансиран од стране Министарства за науку и технологију.
Најзначајније публикације:
- Tosevski, J.; Malikovic, A.; Mojsilovic-Petrovic, J.; Lackovic, V.; Peulic, M.; Sazdanovic, P.; Alexopulos, C. (јануар 2002). „Types of neurons and some dendritic patterns of basolateral amygdala in humans--a golgi study”. Ann Anat. 184 (1): 93—103. PMID 11876488. doi:10.1016/S0940-9602(02)80042-5..
- Tosevski, J.; Malobabic, S.; Ilic, A. (октобар 1993). „The neurons of the human magnocellular septal nuclei: a Golgi study”. Ann Anat. 175 (5): 403—9. PMID 8250269. doi:10.1016/S0940-9602(11)80104-4..
- Malikovic, A.; Vucetic, B.; Milisavljevic, M.; Tosevski, J.; Sazdanovic, P.; Milojevic, B.; Malobabic, S. (јун 2012). „Occipital sulci of the human brain: Variability and morphometry”. Anat Sci Int. 87 (2): 61—70. PMID 21993979. S2CID 23989246. doi:10.1007/s12565-011-0118-6..

1. Pyramidal lobe of the human thyroid gland: an anatomical study with clinical implications. „Milojevic B”. 'Tosevski J', Milisavljevic M, Babic D, Malikovic A. Rom J Morphol Embryol. 54 (2): 285—9. 2013..

- Sazdanović, M.; Sazdanović, P.; Zivanović-Macuzić, I.; Jakovljević, V.; Jeremić, D.; Peljto, A.; Tosevski, J. (август 2011). „Neurons of human nucleus accumbens”. Vojnosanit Pregl. 68 (8): 655—60. PMID 21991788. doi:10.2298/VSP1108655S..

1. Morphology of neurons of human subiculum proper. Stanković-Vulović M, Zivanović-Macuzić I, Sazdanović P, Jeremić D, Tosevski J. Med Pregl. 2010 May-Jun;63(5—6):356-60. Serbian.
2. Variation in the distribution of the sigmoid arterial pedicle. Blagotić M, Ilić A, Radonjić V, Tosevski J. Srpski arhiv za celokupno lekarstvo. 1984 Jul-Aug;112(7—8):769-76. Serbian.
3. Тошевски Ј. Уредник првог српског издања „Колор Атлас анатомије човека : McMinn Hutchings’’, 1996.

## Дела
- Планета жена; о дејству и еволуцији сексуалности жене и мушкарца
- Скривена сексуалност; о морфо-психолошком дејству женске сексуалности на мушкарца и врсту у целини
- Секс материја; о разумевању хуманих полова
- Амонов рог; практикум за мушкарце и три женске грешке
- Кажи Не; књига о српској мушкости
- Полни ум; анатомија полне емоционалности
- Неразумна мрежа; емоционална меморија полова
- Лаки мушкарци
- Лаки мушкарци 2
- Ја сам главна а ти?[4]
- Ти и ја
- Чаробни мозак, 2011, изд. Еврођунти Београд
- Највећи мит мозга је женског рода, 2017, изд. Знање Плус